# Дуе-ан-Анжу
Дуе-ан-Анжу (фр. Doué-en-Anjou) — муніципалітет у Франції, у регіоні Пеї-де-ла-Луар, департамент Мен і Луара. Дуе-ан-Анжу утворено 30 грудня 2016 року шляхом злиття муніципалітетів Бриньє, Конкурсон-сюр-Лейон, Дуе-ла-Фонтен, Форж, Меньє, Монфор, Сен-Жорж-сюр-Лейон i Ле-Верше-сюр-Лейон. Адміністративним центром муніципалітету є Дуе-ла-Фонтен. Населення — 11 228 осіб (01.01.2021).